# Pansarbandvagn 302
Le Pansarbandvagn 302 (Pvb 302) est un véhicule de transport de troupes blindé et chenillé en service dans l'armée de terre suédoise entre 1966 et 2014.

## Historique

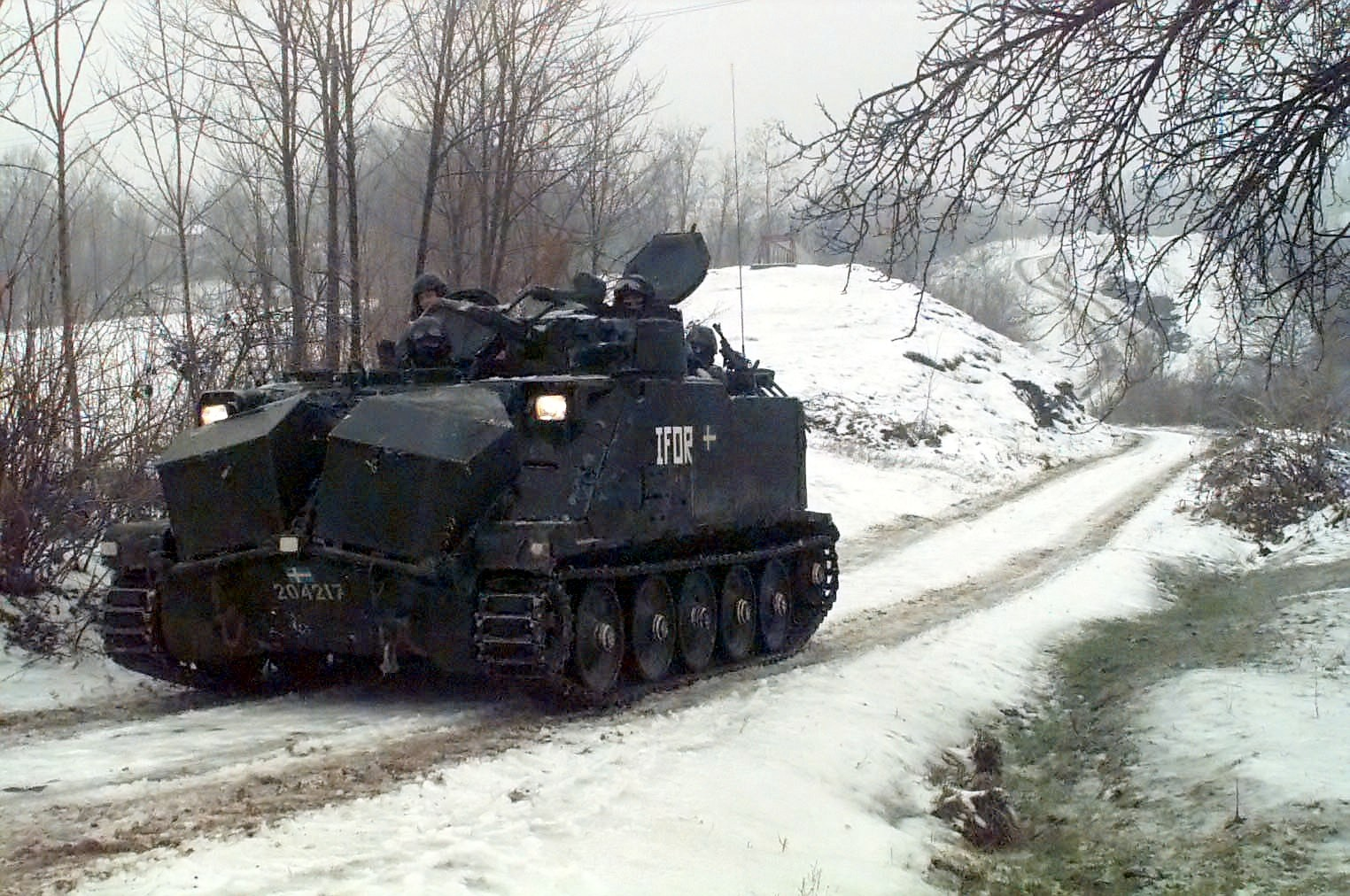
Pbv 302 de l'IFOR en janvier 1996.

Il a été construit par Hägglund & Söner entre 1966 et 1971 à 647 exemplaires et remplace le Pansarbandvagn 301 (en) adopté en 1961 comme solution intérimaire le temps de sa conception. Il est déployé pour des missions de maintien de la paix dont la Implementation Force puis la Force de stabilisation en Bosnie-Herzégovine.
Il est retiré du service actif en 2014 ou il est remplacé par le Combat Vehicle 90.
Le 29 mai 2024, le gouvernement Kristersson annonce que les exemplaires encore en dotation au sein de l'armée suédoise, entre 180 et 239 stockés, ainsi que deux systèmes de détection aéroportés Saab 340 AEW&C seront livrés aux forces armées ukrainiennes pour faire face à l'invasion de l'Ukraine par la Russie,.

## Armement et équipement

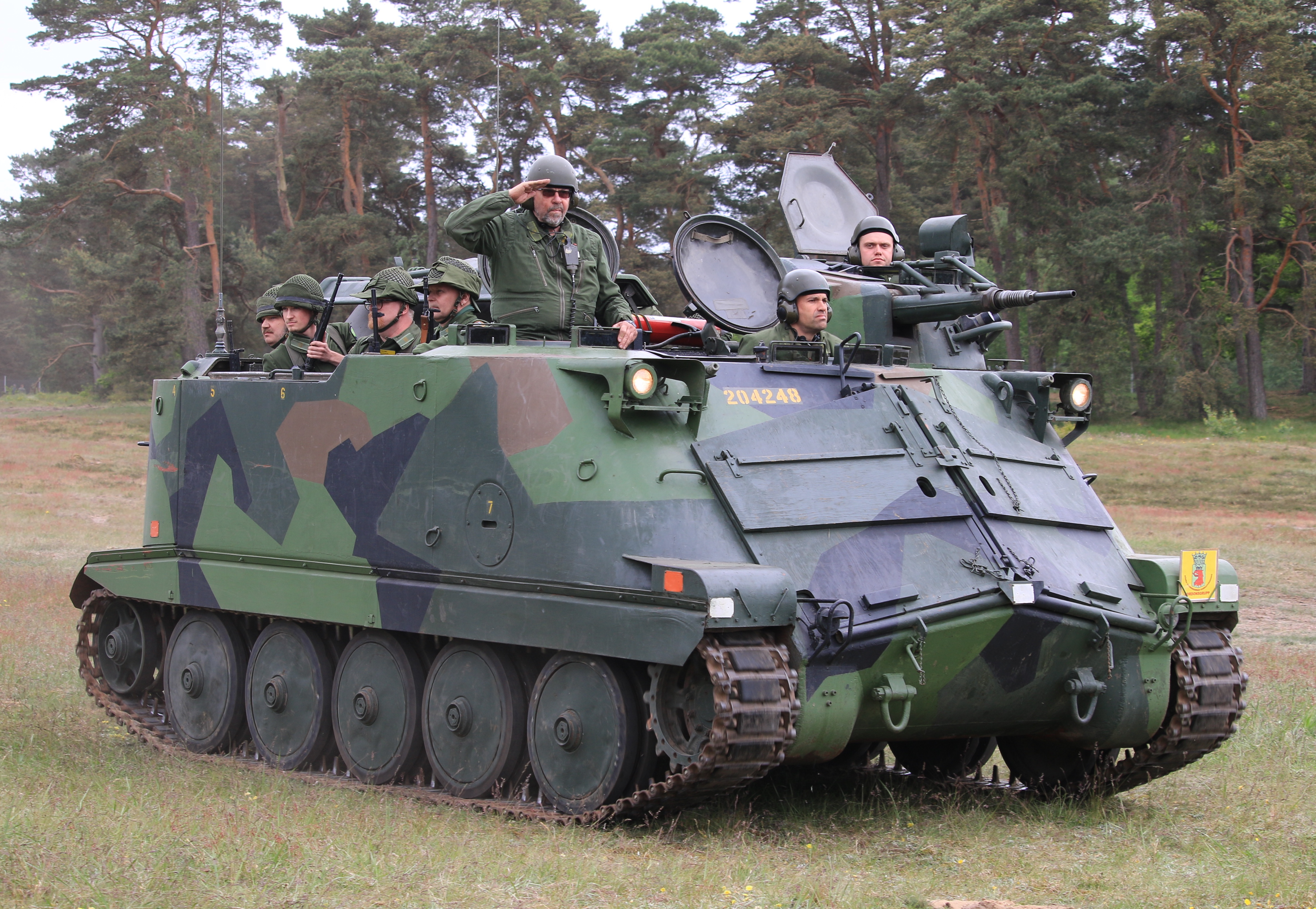
Reconstitution en 2019.

Il a un équipage de trois hommes et peut embarquer jusqu’à huit fantassins (avec l'équipement léger des années 1960). Son blindage en acier doit théoriquement résister à un obus de calibre 20 mm.
Son armement principal est un canon Hispano-Suiza HS-404 de calibre 20 mm construit sous licence sous la désignation m/47D provenant d'avions de chasse Saab 29 Tunnan réformés. Il est installé sur une tourelle monoplace tournant à 360 degrés et peut être surélevé de -10 à +37 degrés[réf. nécessaire]. Comme il éjectait les douilles vers le bas dans le Saab 29 mais vers le haut dans la tourelle du char, il y avait des problèmes fréquents. A l'origine, il pouvait tirer des obus explosifs en bande de 135 coups ou des obus perforants dans de court chargeur de 10 coups. Ce système complexe est remplacé par un chargeur-boîte de 30 obus alimentant l'arme. Au total, dix magasins sont transportés. Il est conçu pour engager des cibles à une distance de 500 à 1 600 mètres.
Il emporte deux mortiers Lyran de l'entreprise Bofors employant des fusées éclairantes de calibre 71 mm pour l'illumination du champ de bataille.
Le conducteur est assis à l'avant du véhicule au milieu, le moteur étant à l'arrière. Le commandant et le tireur sont de part et d'autre du conducteur, le premier dans une coupole tournante à droite et le second dans la tourelle à gauche. En l'absence de trappes de tir ou de hublots, les fantassins, qui sont assis à l'arrière du véhicule sur deux bancs placés à l'arrière, peuvent se lever et tirer à travers deux panneaux de toit repliables. Les fantassins peuvent accéder au véhicule par les deux portes arrières.
Il est amphibie mais n'est pas protégé contre les menaces NBC.
Ses chenilles M70 ont une durée de vie de plus de 10 000 km. Sa pression au sol est de 0,6 kg par cm2.

## Versions et variantes
Il a évolué au fil des décennies :
- Pvb 302A : version de base ;
- Pvb 302B : version améliorée avec un revêtement intérieur anti-éclats et un surblindage extérieur ;
- Pvb 302C : version modernisée avec les modifications du précédent et des suspensions renforcées, de nouveaux phares, des lance-leurres, un nouveau turbocompresseur et l’air conditionné, entrée en service dans les années 1990.

Plusieurs versions en ont été déclinées : 
- Stridsledningspansarbandvagn 3021 : véhicule de commandement de bataillon et de brigade ;
- Eldledningspansarbandvagn 3022 : véhicule d'observation pour l'artillerie ;
- Batteriplatspansarbandvagn 3023 : véhicule de commandement et contrôle de batterie d'artillerie ;
- Radiolänkpansarbandvagn 3024 : véhicule de télécommunication radio ;
- Pjäsrekognoseringspansarbandvagn 3025 : Véhicule de reconnaissance de l’artillerie ;
- Sjuktransportpansarbandvagn 3026 : ambulance blindée non armée ;
- Bärgningsbandvagn 82 : véhicule de réparation et de soutien basé sur le même châssis ;
- Brobandvagn 941 : véhicule blindé pontonnier basé sur le même châssis.

## Pays utilisateurs
- Suède
- Ukraine : environs 200 modèles[4],[5], offerts par la suède et entrés en service en octobre 2024[6],[7].